# Бобровникова, Владлена Эдуардовна
Владлена Эдуардовна Бобровникова (род. 24 октября 1987 года, Краснодар, СССР) — российская гандболистка, выступавшая на позиции левой полусредней. Известна по выступлениям за российский клуб «Ростов-Дон». В составе женской сборной России — чемпионка Олимпийских игр 2016 года в Рио-де-Жанейро. Заслуженный мастер спорта России (2016).

## Игровая карьера

### Клубная
Воспитанница Краснодарской школы СДЮШОР № 24. Первый тренер — Галина Федоровна Похильченко. Спортивную школу посещала с 11 лет, в гандбол пришла благодаря пожеланиям от бабушки. Первый клуб — «Кубань», первую игру провела в рамках чемпионата России в Волгограде против ижевской команды «Университет». С Кубанью доходила до четвертьфинала Кубка ЕГФ 2008/2009. В 2009 году уехала за границу: сначала выступала в сербской «Кикинде»; в январе 2010 года перешла в итальянский чемпионат в «Сассари», с которым выиграла Кубок Италии в 2010 и 2011 годах; в октябре 2011 года перешла в «Терамо» (известный также как «Лидеркуп») и выиграла с ним чемпионат Италии 2011/2012.
В 2012 году Владлена вернулась в Россию, став игроком клуба «Ростов-Дон»; с ним дважды выходила в полуфинал Кубка обладателей кубков ЕГФ 2012/2013 и 2013/2014. Выиграла чемпионат России 2015 года. Выступления не обходились без травм: 1 марта 2014 в матче четвертьфинала Кубка обладателей кубков против немецкого «Букстехудера» Владлена получила сильный удар в нос, после чего у неё началось кровотечение. После госпитализации девушке сделали операцию. Врачи установили диагноз: перелом носа со смещением. Моральную поддержку спортсменке оказывали как её личные фанаты, так и все фанаты клуба «Ростов-Дон».

### В сборной
Владлена участвовала в чемпионате Европы 2014 года, проведя четыре игры (сборная России тогда заняла только 14-е место). Попала в заявку на чемпионат мира в Дании 2015 года, в первой же игре против Норвегии забила два гола (Россия победила 26:25). Выступала на Олимпиаде 2016 года в Рио-де-Жанейро, где сборная России завоевала золотые олимпийские медали. Полуфинальный матч Олимпиады против Норвегии Бобровникова называла одним из наиболее важных в своей игровой карьере.
В 2019 году, через год после рождения дочери, была в составе сборной России, которая завоевала бронзовые медали на чемпионате мира в Японии. На чемпионате Европы 2020 года в Дании единственная из сборной России была включена в символическую сборную турнира как лучший левый полусредний. Россия заняла пятое место, Бобровникова в 7 матчах забросила 21 мяч и сделала 20 передач, войдя в топ-20 лучших на турнире по системе «гол+пас».
В 2021 году в составе команды ОКР стала серебряным призёром Олимпиады в Токио. В полуфинале против Норвегии (27:26) по ходу игры ей попали пальцем в глаз.

## Завершение игровой карьеры
В январе 2023 года Владлена была госпитализирована в НИИ ревматологии имени Насоновой в связи с тем, что у неё выявили два заболевания — синдром Рейно (заболевания мелких концевых артерий) и склеродермию (аутоиммунное заболевание соединительной ткани). В феврале Владлена в интервью проекту «Внутри Ростов-Дона» заявила, что ещё прежде у неё во время тренировок и игр наблюдались внезапные острые боли: анализы показали, что у спортсменки был диагностирован синдром Шарпа, характеризуемый воспалением соединительной ткани (кисти, локти и колени). 14 апреля 2023 года в интервью телеканалу Матч ТВ Владлена заявила, что последует рекомендациям врачей и завершит игровую карьеру в сезоне 2022/2023.
13 мая 2023 года Владлена заявила, что у неё была диагностирована лимфома Ходжкина. Ей были назначены курсы химиотерапии. 30 мая она присутствовала в качестве зрителя на матче клуба «Ростов-Дон» во втором матче финала чемпионата России сезона 2022/2023 против ЦСКА (ростовчанки в том матче победили со счётом 27:26): по словам Владлены, ей позволили присесть рядом со скамейкой запасных «Ростов-Дона».
10 августа Бобровникова сообщила, что после трёхмесячного лечения и шести курсов химиотерапии врачи подтвердили, что у неё больше нет опухолей.

## Личная жизнь

### Семья
27 июня 2015 года Владлена вышла замуж за итальянца Федерико. С ним она познакомилась в 2012 году на Сардинии, когда ещё выступала за итальянский клуб «Лидеркуп». Федерико переехал в Ростов-на-Дону после того, как Владлена стала игроком команды «Ростов-Дон». Церемония прошла на Сардинии в городе Кальяри.
13 ноября 2018 года родила дочь, которую назвали Ариа.

### Образование и работа вне гандбола
По образованию: экономист, управленец. После победы на Олимпиаде полученную премию она потратила на открытие кафе iFratelli, которым владела вместе с мужем, однако из-за юридических ошибок (кафе было оформлено не на Владлену и её мужа) в мае 2022 года кафе пришлось закрыть. Спустя неделю после закрытия Владлена открыла ново кафе.

### Увлечения
Владлена увлекается фотографией, ведёт страницы в соцсетях (в шутку называется болельщиками «Королева Инстаграма»). Специально для неё супруг Федерико организовал по случаю её дня рождения фотосессию с двумя собаками Владлены: английскими бульдогами. Также она любит готовить десерты и печь торты.
Играя в Италии, Владлена выучила итальянский язык. Сама она учит своего мужа русскому языку, хотя они разговаривают в семье на итальянском.

### Медиа
В 2025 году Владлена стала участницей спортивного реалити-шоу «Титаны» на ТНТ.

## Достижения

### Клубные
- Чемпионка Италии[итал.]: 2011/2012[итал.]
- Победительница Кубка Италии[итал.]: 2010, 2011
- Чемпионка России: 2015, 2017, 2018, 2019, 2020, 2022[1]
- Серебряный призёр чемпионата России: 2016, 2021
- Обладатель Кубка России: 2015, 2016, 2017, 2018, 2019, 2020, 2021
- Обладатель Суперкубка России: 2015, 2016, 2017, 2018, 2019, 2020[1]
- Победитель Лиги Европы ЕГФ: 2017
- Финалистка Лиги чемпионов ЕГФ: 2019

### В сборной
- Олимпийская чемпионка: 2016 (сборная России)
- Серебряный призер Олимпийских игр: 2020 (команда ОКР)
- Бронзовый призёр чемпионата мира: 2019 (сборная России)

### Личные
- Лучшая левая полусредняя чемпионата Европы: 2020 (сборная России)

## Награды
- Заслуженный мастер спорта России (22 августа 2016 года)[31].
- Орден Дружбы (25 августа 2016 года) — за высокие спортивные достижения на Играх XXXI Олимпиады 2016 года в городе Рио-де-Жанейро (Бразилия), проявленные волю к победе и целеустремленность[32].
- Медаль ордена «За заслуги перед Отечеством» I степени (11 августа 2021 года) — за большой вклад в развитие отечественного спорта, высокие спортивные достижения, волю к победе, стойкость и целеустремленность, проявленные на Играх XXXII Олимпиады 2020 года в городе Токио (Япония)[33].